# Школьная улица (Шушары)
Шко́льная у́лица — улица в посёлке Шушары Пушкинского района Санкт-Петербурга. Проходит от дома № 2 до Старорусского проспекта. Является продолжением Пушкинской улицы. В реальности существует участок от дома № 2 до Вишерской улицы.

## Название
Название появилось в 1960-х годах. Оно связано с тем, что в начале улицы (в доме 1 по Пушкинской улице) находилась школа № 459. Ныне это здание используется как общежитие. Сама школа № 459 позднее переехала в специально построенное здание на Первомайской улице, 6.
В ноябре 2015 года на Школьной улице вновь появилась школа — в построенном тогда же доме 19.

## Застройка
Школьная улица — одна из первых улиц посёлка Шушары. Застройка вдоль неё формировалась в конце 1960-х — начале 1970-х годов. Все дома на красной линии — хрущевки.
Школьная улица является одноличкой: все дома расположены вдоль чётной стороны. Северная сторона выходит на Московское шоссе (ныне крупная автомобильная развязка с КАД и Витебским проспектом). При этом общий хаос, типичный для застройки совхозных посёлков, привёл к тому, что на одной стороне Школьной улицы есть как чётные дома (основная часть), так и нечётные (№ 1, 3… 11).
Постепенное упорядочение адресов начала Топонимическая комиссия Санкт-Петербурга. После утверждения в 2008 году проекта планировки посёлка Шушары в 2010 году границы улицы были изменены: фразу «по северной и западной границам застройки» в описании границ заменили на фразу «от Пушкинской ул. за Новгородский пр.». 12 августа 2014 года к Школьной улице присоединили будущий участок от Новгородского до Старорусского проспекта.
В 2015 году стало известно, что ГУИОН не намерено присваивать новые адреса по Школьной улице на участке от Вишерской улице до Старорусского проспекта, поскольку из-за хаотичной нумерации советского времени не осталось понятного резерва для новых домов. Всем зданиям вдоль указанного участка Школьной улицы будут «присвоены адекватные адреса по Старорусскому и Новгородскому проспектам». Ситуацию могло исправить переименование участка Школьной улицы, однако против этого выступила топонимическая комиссия. «Если отрезать кусок от Школьной, от неё мало чего останется», — пояснил член комиссии А. Г. Владимирович.

## Прокладка новых участков улицы
В 2011—2012 годах был построен участок Школьной улицы вдоль домов № 12 и 14 — от Чудовской до Вишерской улицы. Застройщиком выступало ООО «Строительная компания „Дальпитерстрой“». После окончания строительства движение по улицы некоторое время было закрыто бетонным забором, а открылось оно в 2014 году. На перекрестке с Вишерской улицей создано круговое движение.
В первой половине 2015 года был открыт участок от Вишерской улицы до Старорусского проспекта с круговым движение на перекрёстке с Новгородским проспектом.

## Перекрестки
- Чудовская улица (не построен)
- Вишерская улица
- Новгородский проспект
- Старорусский проспект (не построен)